# Ministerialrat
Ministerialrat (MR nur in Deutschland, MinR) ist in Deutschland und Österreich eine Amtsbezeichnung für leitende Beamte in Laufbahnen des höheren Dienstes in einem Ministerium oder in einer obersten Bundesbehörde. Ein Leitender Ministerialrat (LMR) hat eine besonders hervorgehobene Führungsfunktion; diese Amtsbezeichnung gibt es in Deutschland aber nur auf Länderebene.

## Deutschland

### Ministerialrat
In Deutschland ist Ministerialrat eine Amtsbezeichnung von Beamten bei obersten Behörden des Bundes oder der Länder (Ministerien, Parlamentsverwaltungen und Rechnungshöfe, soweit diese oberste Behörde sind) sowie beim Bundeseisenbahnvermögen. Ministerialräte gehören zur Laufbahngruppe des höheren Dienstes der Verwaltung. Sie sind in die Besoldungsgruppe A 16, B2, oder B 3 der Bundesbesoldungsordnung B des Bundesbesoldungsgesetzes eingruppiert. Der nach A 16 besoldete Ministerialrat wird im Behördenjargon auch „Kleiner Ministerialrat“ oder „Ministerialrat zu Fuß“ genannt, im Gegensatz zum „Ministerialrat zu Pferde“ (Besoldungsgruppe B 2 oder B3).
Meist sind Ministerialräte als Referatsleiter oder deren Stellvertreter sowie als Leiter von Stabsstellen (Zentralstelle, Pressestelle etc.)  tätig und damit Vorgesetzte einer Reihe von Mitarbeitern (typischerweise mehrere Referenten und ggf. Sachbearbeiter). Sie haben damit die abschließende inhaltliche Zuständigkeit für ein bestimmtes Fachgebiet und leiten die Organisationseinheit eines Ministeriums unterhalb der Abteilungsebene. Vorgesetzte sind in der Regel Ministerialdirigenten, selten auch Ministerialdirektoren.
Im Stadtstaat Hamburg gibt es Leitende Regierungsdirektoren, die entsprechend eingestuft werden. Beim Auswärtigen Amt ist die vergleichbare Amtsbezeichnung Vortragender Legationsrat Erster Klasse. Der entsprechend besoldete militärische Dienstgrad (mit bei ministerialer Verwendung entsprechender Dienststellung als Referatsleiter) ist der Oberst/Kapitän zur See bzw. der entsprechende Sanitätsoffizier.

### Leitender Ministerialrat
Nach Landesrecht existiert in den Besoldungsgruppen B 3 und B 4 auch der Leitende Ministerialrat (LMR). Im Unterschied zum Ministerialrat wird dieses Amt ausschließlich an Inhaber bestimmter Führungsfunktionen, regelmäßig stellvertretende Leiter von Abteilungen der Ministerien oder Leiter einer Gruppe von mehreren Referaten in obersten Landesbehörden vergeben. In den Stadtstaaten Berlin und  Bremen ist die entsprechende Amtsbezeichnung Leitender Senatsrat (LSR). 
Bei anderen Behörden des sog. nachgeordneten Bereichs ist die entsprechende Amtsbezeichnung Leitender Direktor (A 16, mit Zusatz der Fachrichtung z. B. Leitender Regierungsdirektor oder Leitender Branddirektor) bzw. eine entsprechende Amtsbezeichnung aus der Besoldungsgruppe B 2 oder B 3 (z. B. Abteilungsdirektor oder Direktor und Professor). Ausnahme ist der Schuldienst an Gymnasien, hier lautet die Amtsbezeichnung Oberstudiendirektor (an Gesamtschulen jedoch wieder Leitender Gesamtschuldirektor) oder Leitender Oberstudiendirektor (für die Ministerialbeauftragten im Schuldienst in Bayern). Nach Landesrecht wird in einigen Bundesländern den entsprechenden Beamten, die bei den Landtagen im parlamentarischen Beratungsdienst für die jeweiligen Fraktionen tätig sind, die Amtsbezeichnung Parlamentsrat bzw. Leitender Parlamentsrat verliehen.

## Österreich
In Österreich ist Ministerialrat ein Amtstitel von Beamten sowie eine Verwendungsbezeichnung von Vertragsbediensteten in der Verwendungsgruppe A 1 des Allgemeinen Verwaltungsdienstes, die in einer Zentralstelle (Bundeskanzleramt, Bundesministerien, Rechnungshof, Volksanwaltschaft) – mit Ausnahme der Parlamentsdirektion – Dienst leisten. Beamte führen diesen Amtstitel in der Funktionsgruppe 2–4 ab Gehaltsstufe 14, in den Funktionsgruppen 5–6 ab Gehaltsstufe 13 und in den Funktionsgruppen 7–9 sowie Vertragsbedienstete der Entlohnungsgruppe v1 in den Bewertungsgruppen v1/2 bis v1/7 bei Erreichung des vom Gesetz geforderten Besoldungsdienstalters. In der Parlamentsdirektion lautet der entsprechende Amtstitel Parlamentsrat und außerhalb der Zentralstellen Hofrat.
In den meisten Ministerien der Habsburgermonarchie rangierte, ab Mitte des 19. Jahrhunderts, der Ministerialrat (Diätenklasse V, gleichrangig bspw. dem Generalmajor) hinter dem Minister (Diätenklasse II), dem Unterstaatssekretär (Diätenklasse III) und dem Sektionschef (Diätenklasse IV), doch vor dem Sektionsrat (Diätenklasse VI), dem Ministerialsekretär (Diätenklasse VII) und dem Ministerialkonzipisten (Diätenklasse VIII).